# Général (Canada)
Pour les articles homonymes, voir Général (homonymie).

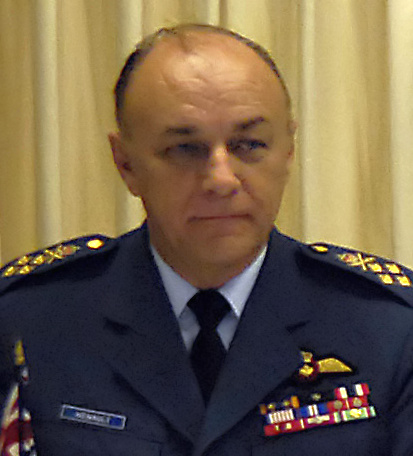
Le général Raymond Hénault de la Force aérienne

Au sein des Forces armées canadiennes, le grade de général est le plus haut grade de l'Armée canadienne et de l'Aviation royale canadienne si ce n'est le grade de commandant en chef, porté de jure par le Roi du Canada.
Il est équivalent au grade d'amiral au sein de la Marine royale canadienne. Généralement, il n'y a qu'un seul officier portant ce grade dans les Forces armées canadiennes et il occupe la position de chef d'État-Major de la Défense. Il correspond au grade quatre étoiles portant le code OF-9 des codes OTAN des grades du personnel militaire. Avant 1968, ce grade était connu sous le nom d'air chief marshal (« maréchal en chef de l'air ») au sein des Forces aériennes.

## Insignes

Insigne d'épaule de la tunique d'un général de l'Armée canadienne
Insigne de manche de la tunique d'un général de l'Armée canadienne
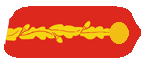
Hausse-col de la tunique d'un général de l'Armée canadienne
Insigne d'épaule de la tunique d'un général de l'Aviation royale canadienne
Insigne de manche de la tunique d'un général de l'Aviation royale canadienne

## Annexe